# Chimmaidlai, Chincholi
Chimmaidlai là một làng thuộc tehsil Chincholi, huyện Gulbarga, bang Karnataka, Ấn Độ.